# Võ sư

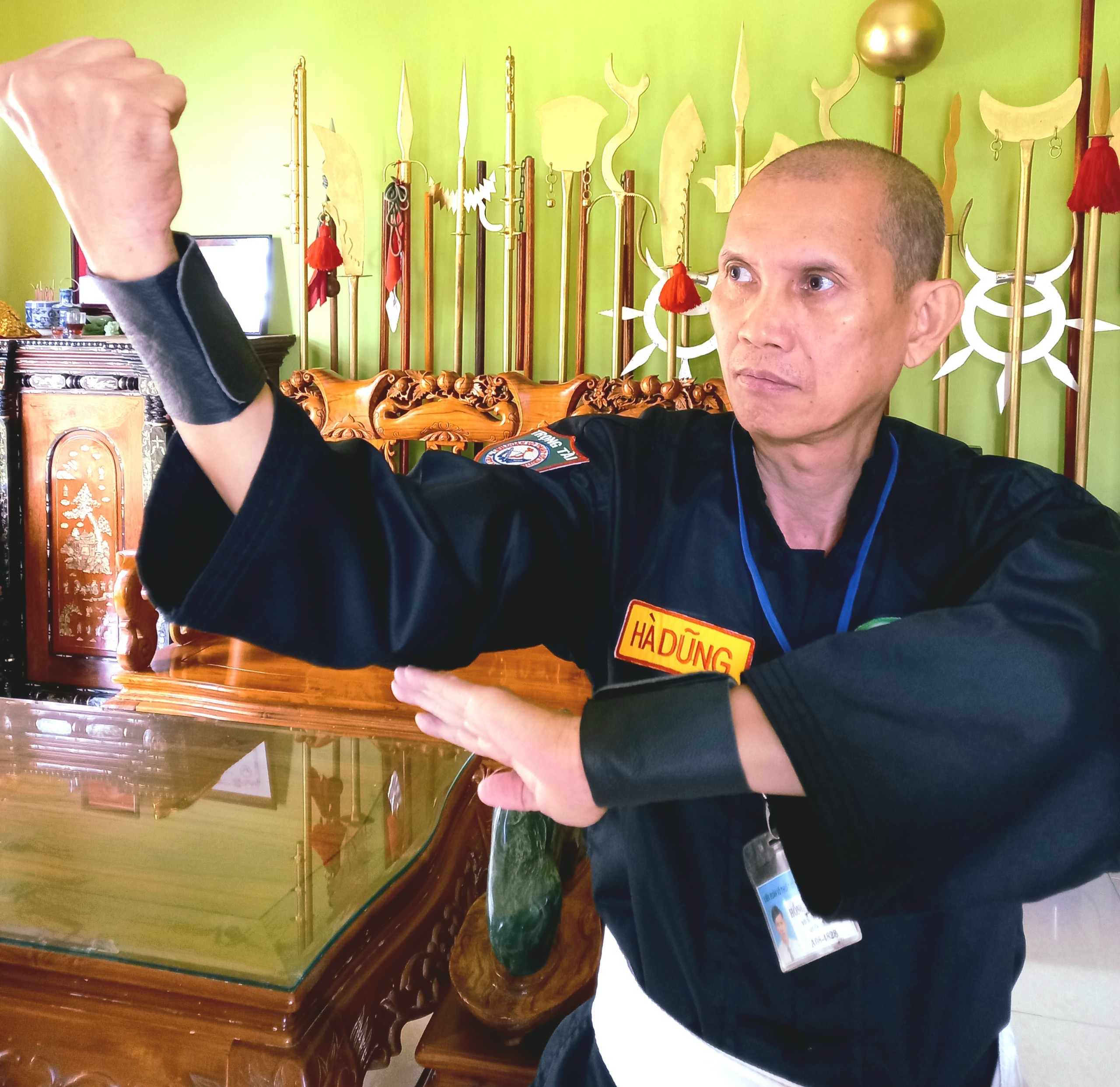
Một Võ sư Võ cổ truyền Việt Nam.

Võ sư chỉ những người đứng đầu các võ đường dạy võ. Là những người có trình độ võ thuật cao. Trước đây các võ sư là do các môn phái chứng nhận khả năng. Ngày nay, tước vị võ sư có được khi qua được sự kiểm tra ngặt nghèo của các liên đoàn võ thuật, bởi ban giám khảo là các võ sư lão làng, hoặc các Sở VHTT, Cục TDTT

## Cấp bậc đai đẳng
Theo quy định của Liên đoàn võ thuật cổ truyền Việt Nam thì màu đai các võ sư của các đại môn phái là khác nhau. Không thủ đạo (Karatedo) là đai đen 5 đẳng, Võ cổ truyền Việt Nam là đai Trắng râu tua (đai trắng viền vàng là dành cho các vị lão võ sư chưởng môn).

## Trình độ
Thông thường các võ sư phải am hiểu thập bát ban võ nghệ, thi triển quyền pháp đạt độ chín muồi, thông hiểu về kinh mạch, khí huyết.

## Quyền lợi
Người có chứng nhận võ sư sẽ được phép mở các trung tâm huấn luyện võ thuật, có trách nhiệm trước pháp luật.